# La Passante du Sans-Souci
La Passante du Sans-Souci (prt O Bar da Última Esperança; bra La Passante du Sans-Souci) é um filme teuto-francês de 1982, do gênero drama, dirigido por Jacques Rouffio, com roteiro baseado no romance homônimo de Joseph Kessel.

## Sinopse
Numa audição, Max Baumstein (Piccoli), presidente de uma respeitada organização humanitária, recebeu friamente o embaixador do Paraguai. Julgado, ele explicou seu gesto: o embaixador foi um antigo oficial nazi, responsável pelo assassinato de sua família.

## Elenco
- Romy Schneider : Elsa Wiener / Lina Baumstein
- Michel Piccoli : Max Baumstein aos 60
- Gérard Klein : Maurice Bouillard,
- Dominique Labourier : Charlotte Maupas
- Helmut Griem : Michel Wiener
- Mathieu Carrière : Ruppert von Legaart
- Wendelin Werner : Max aos 12
- Jacques Martin : Marcel
- Maria Schell : Anna Helwig
- Marcel Bozonnet : Mercier
- Christiane Cohendy : Hélène Nolin
- Pierre Michaël : Maître Jouffroy
- Véronique Silver : presidente do tribunal
- Pierre Pernet
- Alain MacMoy
- Jacques Nolot
- Jean Reno